# エネルギア

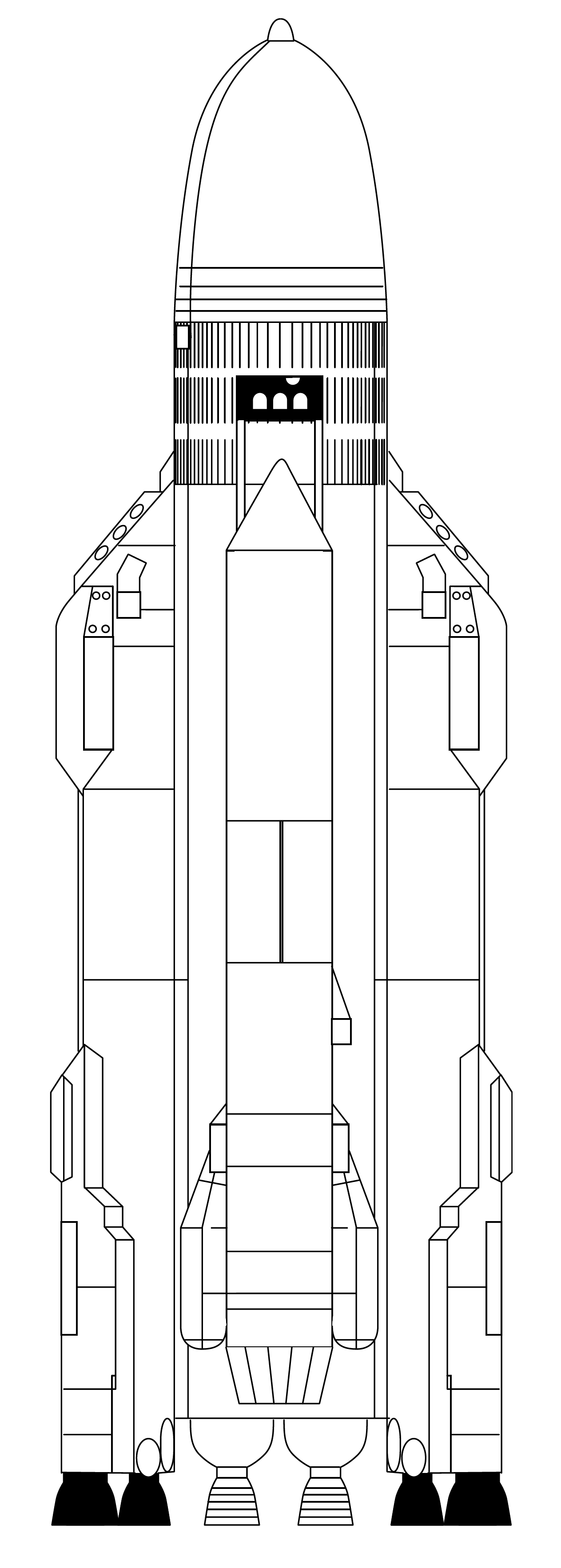
ポリュス衛星を載せたエネルギア

エネルギア（ロシア語: Энергия、エネルギヤとも）は、ソビエト連邦の大型ロケット。NPOエネルギアが開発し、制御システムはNPO "Electropribor"が開発した。エネルギアはケロシン・液体酸素を推進剤とするRD-170エンジンを備えた4本の液体燃料補助ロケットを備え、中央部には液体水素・液体酸素を推進剤とする4基の単燃焼室のRD-0120 (11D122)エンジンを備える。
打上げシステムは機能の異なる2種類があり: エネルギア-ポリュスは最初の試験機で、ポリュスシステムを最終段に使用してペイロードを軌道へ投入する仕様で、エネルギア-ブランはブラン宇宙船がペイロードである。打ち上げ能力は低軌道へ100トン、静止軌道へ最大20トン、月周回軌道へ最大32トンである。強力なロケットだが強力過ぎて逆に使いみちがあまりなく、ソビエト崩壊も相まって短期間で開発は中止された。

## 概要
エネルギアロケットはTsAGI（中央空気流体力学研究所）および、S.P.コロリョフ ロケット&スペース コーポレーション エネルギアによって設計された、重量物打ち上げ用使い捨てシステムである。また、ソ連版スペースシャトルとも呼ばれる「ブラン」を打ち上げるためのブースタとして開発されたが、ソビエト連邦の崩壊と財政難により計画は中止された。
スペースシャトルで一番大きく見える外部燃料タンクはオービタに燃料を供給するだけでエンジンは備えないが、エネルギアはスペースシャトルの外部燃料タンクに相当する部位がロケット本体である。オービタであるブランは打ち上げ用のエンジンを持たず（帰還に必要なエンジンは持つ）、エネルギアによって運ばれる。また、エネルギアは必ずしもブランとともに使う必要はなく、ロケット単体で使用することができる。
旧ソビエトの他のロケットと同様に整備棟（N-1ロケット用に建てられた）内で水平に組み立てられ、射点に運搬されてから垂直に起こされる。そのため、頑丈に出来ている。
メインロケットは液体酸素と液体水素を推進剤としたRD-0120（推力 1,960kN）エンジン4基を持つ。補助ブースターロケットは「M・K・ヤーンヘリ記念ピウデーンネ設計局」（ロシア語名「M・K・ヤーンゲリ記念ユージュノエ設計局」）で設計され、ケロシンと液体酸素を使用するRD-170（推力7,887 kN）エンジン1基を持つ。メインロケットは使い捨てだが、補助ブースターは複数回の再利用を予定されていた。
エネルギアはメインロケットと4基の補助ブースターロケットの組み合わせだが、補助ブースターの本数を8本に増やしたバルカンロケットから、エンジンを1基に減らし小型化したメインロケットと補助ブースター2本という組み合わせのエネルギアMまで、さまざまな改良版が計画または試作され、打ち上げ能力が35トンから200トンまで対応できるシステムに発展する予定であった。

## 歴史

### 開発経緯
エネルギアとブランは、双方とも超大国の力の均衡を保つことを意図して計画されたものだった。エネルギア-ブラン・システムの開発は、「N-1」という大型ブースタ計画がキャンセルされた後の1976年に始まった。このため、NASAがサターンVロケット用の設備をスペースシャトル計画で再利用した事と同様に、N-1のための有人月ロケット用の（大規模な水平組み立て棟等の）施設・設備・培われていたノウハウは、エネルギアの開発に使われた。
N-1は計画上低軌道(LEO)への95tの打ち上げ能力があり、クズネツォフ設計局で開発されたNK-15エンジン30基によって、総推力46MNを出す事を目指していたブースターシステムである。実現していたならば、米国のサターンV型の離陸推力33MNを凌ぐものになるはずであった。プロトンロケットをベースに大型化し、毒性のあるハイパーゴリック燃料(混ぜるだけで着火する自己着火性推進剤)を使用して推力を増す「ヴァルカン」構想の後継にも想定されていた。N-1を製作していたOKB-1のミーシン設計局長解任後、ハイパーゴリック燃料使用のロケット推進者であるOKB－456のグルシュコ設計局長が兼任、両設計局が合併してS.P.コロリョフ ロケット&スペース コーポレーション エネルギアが設立された。詳細についてはソ連の有人月旅行計画を参照のこと。
同様にエネルギアによって、自己着火性推進剤を用いるが元になったプロトンロケットより大型で強力な"ヴァルカン"の構想も置き換えた。"ヴァルカン"の識別名称は後年、補助ロケットを8本と複数の段を使用するエネルギアの派生機種に与えられた。
エネルギアは再使用型宇宙往還機"ブラン"を打ち上げるために設計され、その特性上他の機種がロケットの上にペイロードを搭載するのに対して側面にペイロードを搭載するように設計された。エネルギア-ブランシステムの設計後、それは同様に補助ロケットを重量物打上げロケットとしてブランを載せずに使用する事が検討された。この仕様は"ブラン-T"という名称が与えられた。この仕様では軌道へ到達するために上段ロケットが必要とされた。実際にはエネルギアの最初の打上げでは大型の軍用衛星をペイロードとして搭載した重量物打上げ仕様で打ち上げられた。
ブラン計画の打ち切りによりエネルギア計画はわずか2回の打上げで終了し、最初の打上げのペイロードは最終的な軌道へ投入するための加速能力を備えなかった。エネルギア/ブラン計画の遺産はRD-170系列のロケットエンジンやエネルギアの1段目の補助ロケットであるゼニットロケット等、多岐に渡る。

### 最初の打ち上げ
エネルギアは1987年5月15日21:30にポリュスを搭載して打ち上げられた。打ち上げ2秒後に大きく揺れたものの、エネルギアロケット自体は問題なく打ち上がった。しかし、公式見解では２段目（エンジン付軍事衛星ポリュス）のエンジン不良により同部位の軌道投入に失敗した（ゴルバチョフ大統領による打ち上げ直前の運用中止命令で投入しなかったとする説もある）。
ミールのモジュール(キャンセル)として製造されていたFGB（機能貨物ブロック）エンジンがペイロードを軌道へ投入するために使用された。目的の軌道は高度280 km (170 mi)、傾斜角64.6°だった。
当初、ソビエトではエネルギアはダミーペイロードを搭載して弾道飛行に成功したと発表したが、しばらくしてから実際にはポリュス軍事衛星を軌道へ投入する目的だった事が明らかになった。エネルギアの2段目は設計通り作動したが、3段目のポリュスは軌道への投入に失敗した。姿勢制御システムのソフトウェアの間違いにより軌道へ投入するためのエンジンの燃焼が失敗し、軌道へのペイロードを投入に失敗した。代わりにペイロードは太平洋上の大気圏に再突入した。

### 2度目の打ち上げ (エネルギア-ブラン)
2回目の打上げは1988年11月15日で初めて軌道投入に成功した。このミッションではソビエトの無人スペースシャトルであるブランを打ち上げた。遠地点でブラン宇宙船は軌道へ投入するために66.7 m/s噴射して最終的に251 km x 263 kmの軌道へ投入された。エネルギアとブランの計画はアメリカに対して戦略的な地位を維持するために実施された。

### 計画中止
エネルギアロケットの生産はソ連の崩壊とブランシャトル計画の終了に伴い終了した。以来、再打上げの噂があるが現在の政治情勢ではその可能性は極めて低い。エネルギアの生産は短期間で終了したが、一方、ケロシンと液体酸素を推進剤とする4本の補助ブースターを基にしたゼニットブースターは、エネルギアのRD-170の同種のエンジンでより強力で改良されたRD-171を搭載して生産は続いている。ゼニットはバイコヌール宇宙基地とシーローンチで使用されている。RD-170から派生した半分の出力のエンジンであるRD-180はロッキード・マーチンのアトラスVに、同じく1/4の大きさのRD-191は韓国のNaro-1とロシアで開発中のアンガラに搭載されている。

### 年表
- 1976年：開発計画が始まる。
- 1987年：単体で初試験飛行。
- 1988年：無人のブランを載せての打ち上げ。

## 性能
低軌道へのペイロード打ち上げ能力は約100 tで、サターンVロケットと同等以上の搭載量を持たせることも可能だった。

## 派生型
原型の仕様の後3種類の主な派生機種が計画され、それぞれ打ち上げ能力が大幅に異なる。

### エネルギア M
エネルギア M（ЭНЕРГИЯ-M）はエネルギアの最小の仕様である。ゼニットロケットの数を4基から2基に減らし、コアのRD-0120を4基から1基に減らした仕様である。プロトンロケットを置き換える目的で設計されたが、1993年にアンガラロケットとの競争に敗れた。

### エネルギア II (ウラガン)
エネルギア II, 通称ウラガン (ロシア語: Ураган, ハリケーン)（ЭНЕРГИЯ-Ⅱ/ГК-175）は計画されたエネルギアの完全再使用型で、衛星軌道投入後に地球に帰還し通常の滑走路に着陸出来る予定だった。アメリカのスペースシャトルのように半再使用型として設計されたエネルギアとは異なり、ウラガンの設計はアメリカのスペースシャトルのオービター・ブースターの元の計画の概念のようにブラン・エネルギアの全ての構成要素を完全再使用する事を目指していた。エネルギアIIコアとしておそらくブランのために開発された技術を使用することにより滑空して着陸する能力が検討されていた。

### ヴァルカン-ヘラクレス
最終的に打ち上げられなかった仕様で最大の機種である。8本のゼニット補助ロケットを使用し、エネルギアMを上段に使用する"ヴァルカン"（興味深い事に初期に中止された同様の重量物打上げロケットと同名）または"ヘラクレス"（N-1ロケットの識別名称と同じ）仕様は最大175トンを軌道へ投入する能力があった。